# Shōsuke Tanihara
Shōsuke Tanihara (谷原 章介, Tanihara Shōsuke) est un acteur japonais né à Yokohama, préfecture de Kanagawa au Japon, le 12 juillet 1972.

## Filmographie partielle

### Au cinéma
- 1996 : Fudoh : ''The New Generation
- 1997 : Gokudo Sengokushi : Fudo 2
- 1998 : Fuyajo
- 2000 : Godzilla X Megaguirus
- 2003 : Sky High
- 2004 : Shinkokyuu no Hitsuyou
- 2004 : Godzilla: Final Wars
- 2005 : Bokoku no Igisu / Aegis
- 2006 : Ski Jumping Pairs : Road to Torino 2006
- 2006 : Memories of Matsuko (嫌われ松子の一生, Kiraware matsuko no isshō) de Tetsuya Nakashima : Shunji Saeki
- 2006 : Love Com
- 2007 : Vexille
- 2007 : Watashitachi no Kyōkasho
- 2007 : Saiyuuki le film
- 2008 : Handsome Suit
- 2008 : The Magic Hour (ザ・マジックアワー, Za majikku awā?) de Kōki Mitani

### À la télévision
- 2010 : Ryōmaden (龍馬伝?) (drama)